# Принс-Риджент (пролив)
Принс-Риджент (устар. Регента Принца пролив; англ. Prince Regent Inlet) — пролив, отделяющий остров Сомерсет от полуострова Бродер острова Баффинова Земля в Канадском Арктическом архипелаге.

## География
Пролив Принс-Риджент на севере соединяется с проливом Ланкастер, а на юге переходит в залив Бутия. Ширина пролива в северной части составляет 64 км, в южной части — 105 км. По всей длине пролива большие глубины и нет островов. Окружающие пролив острова административно относятся к территории Нунавут Канады.